# Biron (Wisconsin)
Biron é uma vila localizada no estado norte-americano de Wisconsin, no Condado de Wood.

## Demografia
Segundo o censo norte-americano de 2000, a sua população era de 915 habitantes.
Em 2006, foi estimada uma população de 855, um decréscimo de 60 (-6.6%).

## Geografia
De acordo com o United States Census Bureau tem uma área de
16,3 km², dos quais 11,8 km² cobertos por terra e 4,5 km² cobertos por água.

## Localidades na vizinhança
O diagrama seguinte representa as localidades num raio de 16 km ao redor de Biron.